# Canular Apollo 20

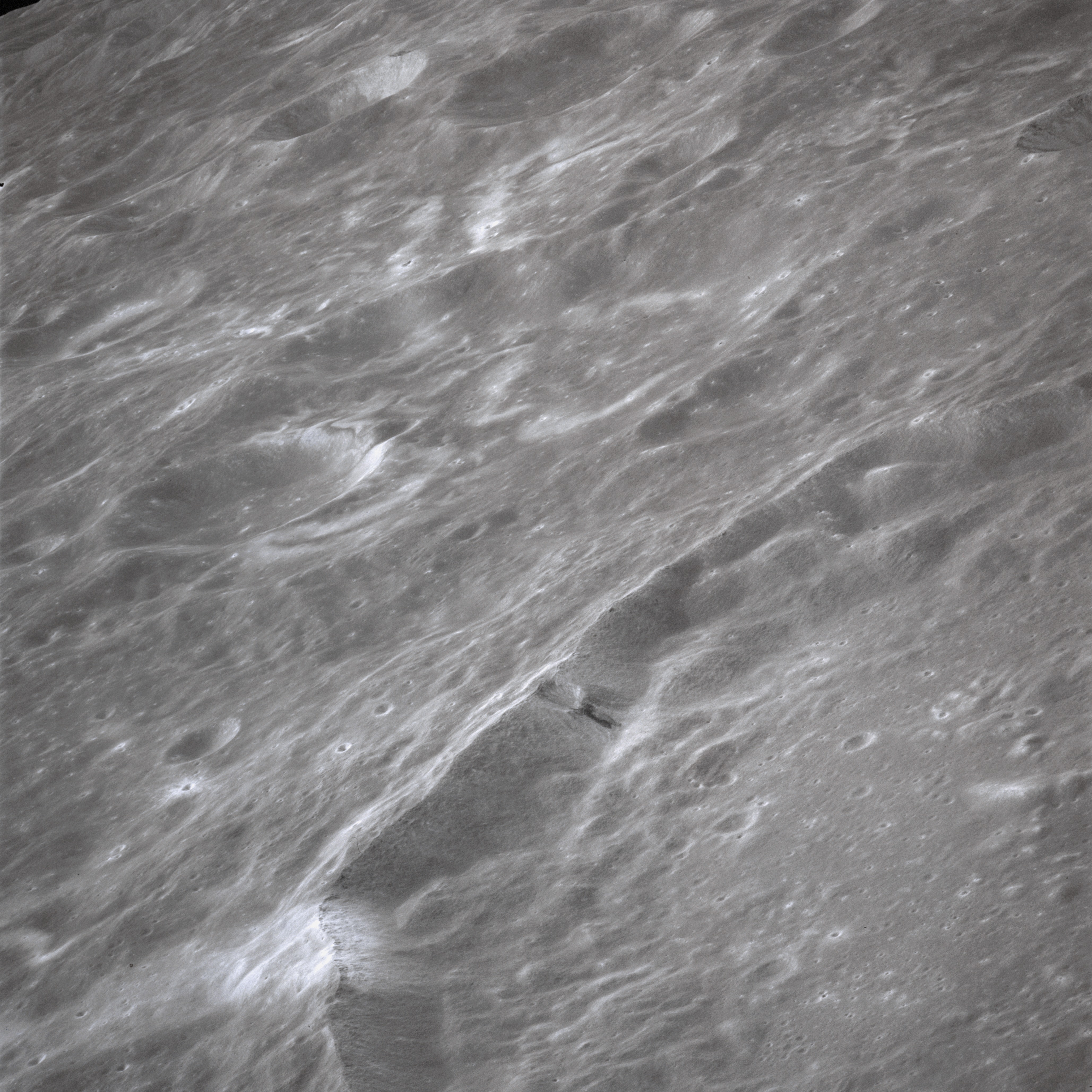
Vue centrale du mur du cratère Guyot prise en diagonale en avril 1972 en astronautique par la mission Apollo 16 pendant une orbite lunaire.

Le canular Apollo 20 est une supercherie réalisée au moyen d'une série de vidéos publiées en 2007 sur YouTube concernant une prétendue mission lunaire américaine et soviétique qui aurait découvert les vestiges d'une civilisation extraterrestre sur la face cachée de la Lune.
Le sculpteur et artiste vidéaste français Thierry Speth a reconnu être à l'origine du canular le 9 juillet 2007 sur le défunt forum Need2Know.eu.

## Le canular
En avril 2007, des vidéos commencent à apparaître sur YouTube, publiées par le compte retiredafb, racontant l'histoire incroyable d'Apollo 20, une mission lunaire ultra-secrète qui se serait posée sur la face cachée de la Lune en 1976 et aurait définitivement prouvé l'existence d'une vie extraterrestre intelligente sur ce satellite. Une de ces vidéos aurait totalisé plus d'un million et demi de consultations,,.
Ensuite, le 23 mai 2007, l'ufologue italien Luca Scantanburlo interroge un homme qui déclare s'appeler William Rutledge et être un astronaute américain à la retraite vivant au Rwanda. Rutledge prétend être le commandant de l'équipage d'Apollo 20 et le détenteur du compte retiredafb. Toutefois, Scantanburlo n'a jamais rencontré Rutledge en personne et a conduit l'entretien en passant par Yahoo Messenger. Rutledge lui déclare qu'Apollo 20 était une mission ultra-secrète lancée à la mi-août 1976 depuis la base aérienne de Vandenberg à Santa Barbara, en Californie, et qu'elle avait été conduite conjointement par les États-Unis et l'ex-Union soviétique. Il affirme que les autres membres de la mission étaient l'Américaine Leona Snyder (une astronaute apparemment imaginaire), en tant que pilote du module de commande, et le cosmonaute soviétique Alekseï Leonov, le premier humain à avoir « marché » dans l'espace, en tant que pilote du module lunaire. Le prétendu site d'alunissage était situé près du cratère Guyot. Rutledge déclare que les vidéos montrent que Leonov et lui-même avaient découvert les restes d'une ancienne civilisation lunaire, et que la mission avait rapporté des artéfacts sur Terre pour étude, dont une femme extraterrestre en hibernation.

## Vidéos YouTube
Les premières vidéos d'Apollo 20 apparaissent sur YouTube le 1er avril, indice qui suggère que l'affaire n'est rien de plus qu'une farce très élaborée. Les vidéos sont ensuite transférées sur le défunt site revver.com, toujours sous le même pseudo. D'autres vidéos seront encore publiées sur YouTube sous différents comptes (moonwalker1966delta, renommé ensuite en John Moonwalker), rendant difficile la détermination de l'identité réelle des auteurs du canular. Chaque vidéo continue aujourd'hui d'être vue par des milliers d'internautes.
Malgré l'apparence très réaliste des vidéos, des amateurs ne tardent pas à mettre au jour la mystification sur YouTube et ailleurs sur Internet. Les vidéos sont courtes, chacune ne durant que quelques minutes. Si on les visionne dans l'ordre voulu, elles racontent une partie de l'histoire de cette fausse mission, démarrant avec les astronautes montant à bord d'Apollo 20, et se terminant avec les « découvertes » extraordinaires sur la Lune. Elles comportent les images suivantes :
- les plans de vol d'Apollo 20 et l'insigne de la mission (ce dernier représentant le module lunaire et le module de commande et de service soulevant de la surface de la Lune un vaisseau en forme de cigare au dessus des noms des trois astronautes (Rutledge, Snyder et Leonov)[12] ;
- le lancement d'Apollo 20[13] ;
- William Rutledge marchant sur la Lune[14] ;
- les ruines d'un vaisseau extraterrestre[15] (long de 3 370 mètres et criblé de trous et que Rutledge estime être âgé de 1,5 milliard d'années)[16] ;
- les ruines d'une ville extraterrestre abandonnée[17],[18] (qu'il trouve remplie de toutes sortes de débris de ferraille)[19] ;
- le corps d'une femme extraterrestre en hibernation, surnommée Mona Lisa[20] (humanoïde, 1,65 m, sexuée, ayant des cheveux et six doigts, nue, âge : 26 000 ans, fonction : pilote)[21],[22].

## La vérité derrière le canular
Comme nombre de canulars, cette affaire mêle le faux et le vrai. Le point de départ en est les photos prises par les astronautes de la NASA en 1971 alors qu'ils étaient en orbite autour de la Lune pendant la mission Apollo 15, la quatrième de ce nom à avoir aluni. Les photos montrent un objet ressemblant à un long cigare posé dans un cratère lunaire. L'auteur du canular a utilisé ces photos pour créer l'image d'un vaisseau extraterrestre criblé de trous à la surface de la Lune. Si les photos de la NASA sont réelles, celle-ci toutefois n'a jamais affirmé que ces images comportaient un vaisseau extraterrestre. L'objet en question n'est apparemment rien d'autre qu'une partie naturelle d'un terrain lunaire. Les photos d'Apollo 16 du même cratère prises un an plus tard (voir ci-dessus) ne montrent aucune trace d'une structure artificielle.
En vérité, Apollo 20 est une mission qui n'a jamais quitté le sol, étant avec Apollo 18 et 19 l'une des trois missions lunaires que la NASA a annulées par manque de fonds, la décision pour Apollo 20 étant prise le 4 janvier 1970 et la décision pour les missions 18 et 19 le 2 septembre de cette même année, les vols rescapés (Apollo 16, 17 et 19) furent renumérotés de 15 à 17. La dernière mission lunaire de la NASA est Apollo 17, lancée en 1972. La mission Apollo suivante était le vol expérimental Apollo-Soyouz, coordonné par les États-Unis et l'Union soviétique en juillet 1975. Cette mission, parfois baptisée de façon erronée Apollo 18, s'est contentée de rester en basse orbite autour de la Terre et de s'amarrer à un vaisseau Soyouz soviétique. La vidéo du prétendu lancement d'Apollo 20 représente en fait celui d'Apollo 11 en juillet 1969.
Certains des étages des fusées Saturn V destinées aux trois missions lunaires annulées étaient déjà prêts avant même l'annulation de ces dernières. Si l'on en croit l'auteur du canular, ils ont servi aux alunissages des missions Apollo 18, 19 et 20. En réalité, la NASA en a utilisé un pour lancer Skylab en orbite en 1973. Les autres sont exposés dans trois centres spatiaux américains : le Centre spatial Kennedy, près de Cape Canaveral en Floride, le Centre spatial Lyndon B. Johnson à Houston au Texas, et le U.S. Space & Rocket Center à Huntsville en Alabama.